# Phyllodactylus microphyllus
Phyllodactylus microphyllus, conosciuto anche con il nome di geco dalle dita a foglia peruviano è un piccolo geco appartenente alla famiglia Phyllodactylidae ed endemico del Perù.

## Descrizione
Phyllodactylus microphyllus misura circa 10cm totali, presenta una colorazione che varia dal giallo ocra al marrone, con un pattern marmorizzato più scuro. Le squame sono tubercolari e da una recente pubblicazione pare siano in grado di riflettere la luce uv brillando di una particolare coloraizone dorata (Gold dust effect as an ultraviolet light response in the gecko Phyllodactylus microphyllus (Squamata: Phyllodactylidae), Scanarini et. al 2023 - da Herpetology Notes).
Un'altra particolarità della specie sono le narici piuttosto pronunciate, probabilmente utili per respirare in ambienti sabbiosi.

## Biologia
P. microphyllus è un geco notturno e insettivoro. Sono animali piuttosto territoriali comprese le femmine, eccezion fatta per la stagione riproduttiva, dove si lasciano avvicinare dai maschi.
Durante la stagione riproduttiva le femmine depongono più volte e ogni deposizione è composta da 1-2 uova.

## Distribuzione e habitat
Specie endemica delle coste peruviane, bagnate dall'oceano pacifico meridionale.